# Рёдигер, Эмиль
Эмиль Рёдигер (нем. Emil Rödiger; 13 октября 1801, Зангерхаузен — 15 июня 1874, Берлин) — немецкий востоковед.
Сын органиста Иоганна Фридриха Рёдигера (ум. 1807). Окончил Галле-Виттенбергский университет, где изучал богословие и востоковедение, защитил в 1828 году диссертацию, посвящённую вопросам происхождения арабских переводов Ветхого Завета. С 1830 года экстраординарный, с 1835 года ординарный профессор восточных языков Галле-Виттенбергского университета. С 1860 года профессор Берлинского университета. Действительный член Прусской академии наук (1864), член-корреспондент Санкт-Петербургской академии наук c 1 декабря 1867 года по историко-филологическому отделению (разряд восточной словесности).
Специалист в области семитской палеографии. Главные его труды:
- «Locmani fabulae, annotationibus criticis et glossario explanatae» (1830, 1839),
- «Chrestomathia syriaca» (1838, 1668, 1892),
- «Versuch über die himjaritischen Schriftmonumente» (1831)
- многочисленные исследования по разным отраслям семитологии, появившиеся, главным образом, в «Zeitschrift der deutschen Morgenländischen Gesellschaft», для которой он в течение нескольких лет составлял ценные годовые обзоры литературы по востоковедению.

Он закончил издание большого еврейского словаря Гезениуса «Thesaurus philologicus linguae hebraeae» (1885—58).
Сын — Иоганнес Рёдигер (1845—1930), по образованию также востоковед, хранитель университетских библиотек в Бреслау, Кёнигсберге и Марбурге.